# تدی لوچیچ
تدی لوچیچ (کرواتی: Teddy Lučić؛ زادهٔ ۱۵ آوریل ۱۹۷۳) یک بازیکن فوتبال اهل سوئد است.

## باشگاهی
از باشگاه‌هایی که در آن بازی کرده‌است می‌توان به گوتبورگ، لیدز یونایتد، و vastra frolunda اشاره کرد.

## تیم ملی
وی همچنین در تیم ملی فوتبال سوئد بازی کرده‌است.